# سونتوكان
سونتوكان هو العنصر المذهل الأول ذو الصلة بفنون القتال الفلبينية.